# Michael Kahn
Michael Kahn (ur. 8 grudnia 1935 w Nowym Jorku) – amerykański montażysta filmowy.
Laureat trzech Oscarów za najlepszy montaż do filmów Poszukiwacze zaginionej Arki (1981), Lista Schindlera (1993) i Szeregowiec Ryan (1998) - wszystkie wyreżyserowane przez stałego współpracownika Stevena Spielberga. Ośmiokrotnie nominowany do Oscara za montaż, co stanowi rekord dla tej kategorii.